# 景东木蓝
景东木蓝（学名：Indigofera jindongensis）为豆科木蓝属下的一个种。

## 扩展阅读
- 維基物種上的相關：景东木蓝